# Navas de Riofrío
Navas de Riofrío è un comune spagnolo di 287 abitanti situato nella comunità autonoma di Castiglia e León.